# Looe Valley Line
Looe Valley Line – linia kolejowa z Liskeard do Looe, odnoga Cornish Main Line. Linia obsługuje ruch pasażerski. Rozstaw torów na linii wynosi 1435 mm.

## Przebieg
Biegnie doliną rzeki Looe z Liskeard do Looe. Jej długość wynosi 13 km. Po drodze jeden przystanek czołowy Coombe Junction. W dni powszednie obsługuje dziewięć kursów wahadłowych. Uważana jest za jedną z najbardziej malowniczych linii Anglii. Przebiega przez rezerwaty przyrody, zarówno fauny jak i flory. 

## Historia
Linię wybudowano w r. 1860, aczkolwiek przewozy pasażerskie rozpoczęto w 1879 r. Linia miała być zamknięta na mocy tzw. Beeching Axe w r. 1966. Od lat osiemdziesiątych XX w. jest tzw. community railway czyli linią działającą na mocy porozumienia przewoźnika z władzami lokalnymi. 

## Stacje na linii

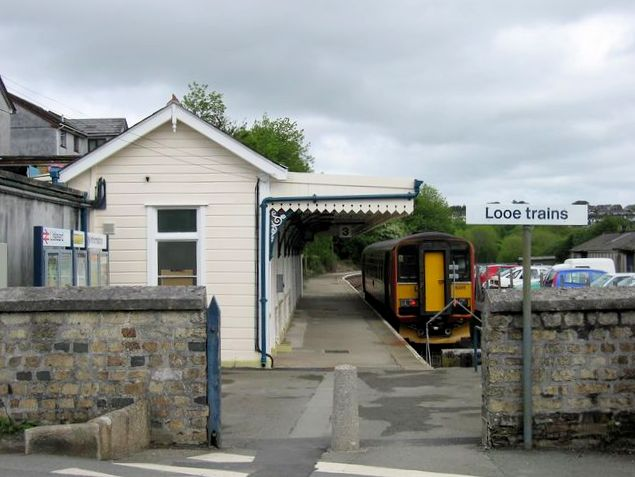
Początek linii w Liskeard

- Coombe Junction
- St Keyne Wishing Well
- Causeland
- Sandplace
- Looe